# Betty Friedan
Betty Friedan (nata Bettye Naomi Goldstein; Peoria, 4 febbraio 1921 – Washington, 4 febbraio 2006) è stata un'attivista statunitense, teorica del movimento femminista degli anni sessanta e settanta.

## Biografia
Nel 1963 scrisse il saggio La mistica della femminilità, nel quale fece la cronista del malessere delle donne americane degli anni cinquanta. Scrive Friedan: "Non possiamo più ignorare quella voce interiore che parla nelle donne” e dice: «Voglio qualcosa di più del marito, dei figli e della casa»".
Il saggio influenzò profondamente il femminismo internazionale degli anni successivi e gettò le basi per la nascita del femminismo di seconda ondata del 1968.
Nell'ottobre 1966 Betty Friedan fondò il NOW - National Organization for Women, organizzazione che raccolse un ampio numero di collettivi e gruppi femministi degli Stati Uniti.
Negli anni settanta si impegnò nella battaglia per l'approvazione delle leggi sull'aborto, sul lavoro femminile ed altri provvedimenti per i diritti delle donne.

## Opere
- The Feminine Mystique (1963). Edizione italiana Milano Edizioni di Comunità, 1964.
- It Changed My Life: Writings on the Women's Movement (1976)
- The Second Stage (1981)
- The Fountain of Age (1993), edizione italiana Milano, Frasinelli, 1994 ISBN=9788876842689
- Beyond Gender (1997)
- Life So Far (2000)